# Triglav film (2001)
Triglav film je slovenska produkcijska in distribucijska hiša, ki je bila ustanovljena leta 2001. Sedež podjetja je bil najprej v Ljubljani. Triglav film od leta 2006 domuje na Rodici v Domžalah.
Podjetje je prevzelo ime slovenskega filmskega podjetja Triglav film, ki je propadlo v šestdesetih letih dvajsetega stoletja. Pod produkcijskim okriljem Triglav filma se odvija tudi PoEtika - akademija za raziskovanje umetnosti filmske režije.

## Produkcija

### Filmografija
- 2019 - Dromedar (Triglav film), kratki igrani,
- 2013 - Razredni sovražnik (Triglav film), celovečerni igrani prvenec,
- 2012 - Kdo se boji črnega moža? (Triglav film), kratki igrani,
- 2009 - Osebna prtljaga (Triglav film), celovečerni igrani,
- 2009 - N'č tazga (PoEtika, Triglav film, FFNM), kratki igrani,
- 2009 - Štruklji (PoEtika, Triglav film, FFNM), kratki igrani,
- 2007 - Pianist (PoEtika, Triglav film, ZKD Grosuplje, Smila film), kratki igrani,
- 2007 - Močvirje (PoEtika, Triglav film, ZKD Grosuplje, Smila film), kratki igrani,
- 2006 - Kratki stiki (Triglav film), celovečerni igrani,
- 2004 - Smrt (PoEtika, Triglav film, Cankarjev dom), kratki igrani,
- 2004 - Življenje (PoEtika, Triglav film, Cankarjev dom), kratki igrani,
- 2004 - Rojstvo (PoEtika, Triglav film, Cankarjev dom), kratki igrani,
- 2002 - Šelestenje (Triglav film, VPK), celovečerni igrani prvenec.